# 東京国際朝日学院
東京国際朝日学院（とうきょうこくさいあさひがくいん、英語: Tokyo International Asahi Institute、簡体字中国語: 东京国际朝日学院）は、東京都台東区にある日本語学校。

## 所在地
東京都台東区東上野3-12-11 全漁業ビル4階
JR・東京メトロ　上野駅から徒歩5分。

## 概要
2002年設立、同年3月5日認可。理事長は真李森一男で、校長は真李森敏恵、財団法人日本語教育振興協会の認定校。
2016年5月現在、収容定員410名、在籍学生数301名（ベトナム人238名、ネパール人47名、中国人16名）。

## 特色
学生寮あり。
学生のニーズに応える進路指導及び日本留学試験、日本語能力試験対策授業。
グローバルコミュニケーション力養成の課外授業の充実。
ベテラン教職員による生活相談・指導対応。